# Baltic Ace (schip, 2007)
De Baltic Ace was een achtdeks roll-on-roll-offschip voor het vervoer van auto's en vrachtwagens met een maximale capaciteit van 2132 voertuigen.

## Schipbreuk
Op 5 december 2012 kwam de Baltic Ace in het Nederlandse deel van de Noordzee in aanvaring met het containerschip Corvus J.
De Baltic Ace zonk door de aanvaring binnen vijftien minuten. Het schip was in augustus 2012 nog voor reguliere reparatie- en onderhoudswerkzaamheden in het dok van de Remontowa-werf in het Poolse Gdańsk.
Als een van de eerste schepen was de OD-6 Zeldenrust van visserijbedrijf Sperling ter plaatse om naar drenkelingen te zoeken. Bij de aanvaring kwamen elf mensen om het leven. Drie lichamen zijn niet teruggevonden. Dertien opvarenden zijn levend uit het water gehaald. Zeven drenkelingen werden door een Belgische search and rescue-helikopter naar de Vliegbasis Koksijde overgevlogen en vandaar naar plaatselijke ziekenhuizen vervoerd. Vijf bemanningsleden zijn per helikopter naar Rotterdam overgebracht.
De oorzaak van de aanvaring is nog onbekend, maar vermoed wordt dat de schippers elkaars schepen over het hoofd zagen. Ook de eigenaar van het schip denkt aan menselijk falen. Ten tijde van de aanvaring was er ter plaatse hoge golfslag. De ruwe zee en sneeuwbuien in het rampgebied, zo'n 65 kilometer voor de kust van Goeree, bemoeilijkten de zoektocht naar drenkelingen ernstig. Rond 2 uur 's nachts werd het zoeken tijdelijk gestaakt. Ook de dag na de aanvaring is, tot het invallen van de duisternis, nog intensief gezocht.
Naar de toedracht van de aanvaring werd door de Nederlandse autoriteiten geen strafrechtelijk onderzoek ingesteld, omdat deze buiten de Nederlandse territoriale wateren, de zogenaamde 12-mijlszone, plaatsvond en beide schepen onder buitenlandse vlag voeren.
De Baltic Ace was met 1.417 fabrieksnieuwe Mitsubishi's onderweg van het Belgische Zeebrugge naar Kotka in Finland, een gebruikelijke bestemming van dit schip. De onder Cypriotische vlag varende Corvus J, vroeger Dana Gothia genaamd, was onderweg van het Schotse Grangemouth naar Antwerpen.

## Berging wrak
Op 24 november 2015 maakte Rijkswaterstaat bekend dat de berging van het wrak van de Baltic Ace voltooid was. De complete bergingsoperatie werd uitgevoerd door Boskalis Nederland BV/Mammoet Salvage B.V. en heeft twee zomers geduurd. De voornaamste reden van de berging lag in het feit dat het wrak in een drukke vaarroute lag. Ook aspecten zoals de autowrakken aan boord en een hoeveelheid olie waren redenen voor het volledig verwijderen van de Baltic Ace. Het ontmantelen en recyclen van de wrakdelen zou naar verwachting destijds "enkele maanden duren".